# Eleições presidenciais de 2016 no Funchal

## Resultados Oficiais
| Candidato               | Candidato                | Votos   | %               |
| ----------------------- | ------------------------ | ------- | --------------- |
|                         | Marcelo Rebelo de Sousa  | 22 745  | 46,62 / 100,00  |
|                         | Edgar Silva              | 11 729  | 24,04 / 100,00  |
|                         | António Sampaio da Nóvoa | 6 117   | 12,54 / 100,00  |
|                         | Marisa Matias            | 4 655   | 9,54 / 100,00   |
|                         | Paulo de Morais          | 1 293   | 2,65 / 100,00   |
|                         | Maria de Belém Roseira   | 1 291   | 2,65 / 100,00   |
|                         | Vitorino Silva           | 355     | 0,73 / 100,00   |
|                         | Henrique Neto            | 333     | 0,68 / 100,00   |
|                         | Jorge Sequeira           | 154     | 0,32 / 100,00   |
|                         | Cândido Ferreira         | 111     | 0,23 / 100,00   |
| Votos Inválidos         | Votos Inválidos          | 1 056   | 2,12 / 100,00   |
| Total                   | Total                    | 49 839  | 100,00 / 100,00 |
| Eleitorado/Participação | Eleitorado/Participação  | 106 437 | 46,82 / 100,00  |

## Resultados por Freguesia
Os resultados dos candidatos por freguesia foram os seguintes:
| Freguesia                  | %     | %     | %     | %     | %    | %    | %    | %    | %    | %    | Votantes |
| Freguesia                  | MRS   | ES    | ASN   | MM    | PM   | MBR  | VS   | HN   | JS   | CF   | Votantes |
| -------------------------- | ----- | ----- | ----- | ----- | ---- | ---- | ---- | ---- | ---- | ---- | -------- |
| Imaculado Coração de Maria | 45,31 | 22,27 | 14,49 | 9,53  | 3,18 | 2,88 | 0,95 | 0,84 | 0,29 | 0,26 | 2 785    |
| Monte                      | 45,19 | 27,26 | 10,78 | 9,58  | 2,07 | 3,16 | 0,87 | 0,36 | 0,54 | 0,18 | 2 816    |
| Santa Luzia                | 50,59 | 19,74 | 15,85 | 7,70  | 2,22 | 2,00 | 0,59 | 0,67 | 0,30 | 0,33 | 2 749    |
| Santa Maria Maior          | 46,00 | 21,32 | 15,42 | 9,61  | 2,61 | 2,99 | 0,65 | 0,81 | 0,25 | 0,35 | 6 162    |
| Santo António              | 44,04 | 29,70 | 10,00 | 9,58  | 2,15 | 2,58 | 0,75 | 0,68 | 0,31 | 0,22 | 11 939   |
| São Gonçalo                | 46,90 | 24,62 | 11,98 | 9,33  | 2,15 | 2,89 | 0,74 | 0,70 | 0,35 | 0,35 | 2 628    |
| São Martinho               | 48,93 | 19,58 | 13,31 | 10,02 | 3,50 | 2,62 | 0,80 | 0,73 | 0,34 | 0,18 | 11 813   |
| São Pedro                  | 47,13 | 21,55 | 13,78 | 10,67 | 2,74 | 2,44 | 0,49 | 0,71 | 0,34 | 0,15 | 3 299    |
| São Roque                  | 43,38 | 31,24 | 10,16 | 9,21  | 1,93 | 2,49 | 0,70 | 0,47 | 0,23 | 0,19 | 4 394    |
| Sé                         | 59,38 | 12,27 | 13,73 | 6,99  | 4,06 | 2,19 | 0,41 | 0,73 | 0,24 | 0    | 1 254    |
| Funchal                    | 46,62 | 24,04 | 12,54 | 9,54  | 2,65 | 2,65 | 0,73 | 0,68 | 0,32 | 0,23 | 49 839   |

#### Imaculado Coração de Maria
| Candidato               | Candidato                | Votos | %               |
| ----------------------- | ------------------------ | ----- | --------------- |
|                         | Marcelo Rebelo de Sousa  | 1 241 | 45,31 / 100,00  |
|                         | Edgar Silva              | 610   | 22,27 / 100,00  |
|                         | António Sampaio da Nóvoa | 397   | 14,49 / 100,00  |
|                         | Marisa Matias            | 261   | 9,53 / 100,00   |
|                         | Paulo de Morais          | 87    | 3,18 / 100,00   |
|                         | Maria de Belém Roseira   | 79    | 2,88 / 100,00   |
|                         | Vitorino Silva           | 26    | 0,95 / 100,00   |
|                         | Henrique Neto            | 23    | 0,84 / 100,00   |
|                         | Jorge Sequeira           | 8     | 0,29 / 100,00   |
|                         | Cândido Ferreira         | 7     | 0,26 / 100,00   |
| Votos Inválidos         | Votos Inválidos          | 46    | 1,65 / 100,00   |
| Total                   | Total                    | 2 785 | 100,00 / 100,00 |
| Eleitorado/Participação | Eleitorado/Participação  | 6 096 | 45,69 / 100,00  |

#### Monte
| Candidato               | Candidato                | Votos | %               |
| ----------------------- | ------------------------ | ----- | --------------- |
|                         | Marcelo Rebelo de Sousa  | 1 245 | 45,19 / 100,00  |
|                         | Edgar Silva              | 751   | 27,26 / 100,00  |
|                         | António Sampaio da Nóvoa | 297   | 10,78 / 100,00  |
|                         | Marisa Matias            | 264   | 9,58 / 100,00   |
|                         | Maria de Belém Roseira   | 87    | 3,16 / 100,00   |
|                         | Paulo de Morais          | 57    | 2,07 / 100,00   |
|                         | Vitorino Silva           | 24    | 0,87 / 100,00   |
|                         | Jorge Sequeira           | 15    | 0,54 / 100,00   |
|                         | Henrique Neto            | 10    | 0,36 / 100,00   |
|                         | Cândido Ferreira         | 5     | 0,18 / 100,00   |
| Votos Inválidos         | Votos Inválidos          | 61    | 2,16 / 100,00   |
| Total                   | Total                    | 2 816 | 100,00 / 100,00 |
| Eleitorado/Participação | Eleitorado/Participação  | 6 072 | 46,38 / 100,00  |

#### Santa Luzia
| Candidato               | Candidato                | Votos | %               |
| ----------------------- | ------------------------ | ----- | --------------- |
|                         | Marcelo Rebelo de Sousa  | 1 366 | 50,59 / 100,00  |
|                         | Edgar Silva              | 533   | 19,74 / 100,00  |
|                         | António Sampaio da Nóvoa | 428   | 15,85 / 100,00  |
|                         | Marisa Matias            | 208   | 7,70 / 100,00   |
|                         | Paulo de Morais          | 60    | 2,22 / 100,00   |
|                         | Maria de Belém Roseira   | 54    | 2,00 / 100,00   |
|                         | Henrique Neto            | 18    | 0,67 / 100,00   |
|                         | Vitorino Silva           | 16    | 0,59 / 100,00   |
|                         | Cândido Ferreira         | 9     | 0,33 / 100,00   |
|                         | Jorge Sequeira           | 8     | 0,30 / 100,00   |
| Votos Inválidos         | Votos Inválidos          | 47    | 1,79 / 100,00   |
| Total                   | Total                    | 2 749 | 100,00 / 100,00 |
| Eleitorado/Participação | Eleitorado/Participação  | 5 742 | 47,88 / 100,00  |

#### Santa Maria Maior
| Candidato               | Candidato                | Votos  | %               |
| ----------------------- | ------------------------ | ------ | --------------- |
|                         | Marcelo Rebelo de Sousa  | 2 772  | 46,00 / 100,00  |
|                         | Edgar Silva              | 1 285  | 21,32 / 100,00  |
|                         | António Sampaio da Nóvoa | 929    | 15,42 / 100,00  |
|                         | Marisa Matias            | 579    | 9,61 / 100,00   |
|                         | Maria de Belém Roseira   | 180    | 2,99 / 100,00   |
|                         | Paulo de Morais          | 157    | 2,61 / 100,00   |
|                         | Henrique Neto            | 49     | 0,81 / 100,00   |
|                         | Vitorino Silva           | 39     | 0,65 / 100,00   |
|                         | Cândido Ferreira         | 21     | 0,35 / 100,00   |
|                         | Jorge Sequeira           | 15     | 0,25 / 100,00   |
| Votos Inválidos         | Votos Inválidos          | 136    | 2,21 / 100,00   |
| Total                   | Total                    | 6 162  | 100,00 / 100,00 |
| Eleitorado/Participação | Eleitorado/Participação  | 12 907 | 47,74 / 100,00  |

#### Santo António
| Candidato               | Candidato                | Votos  | %               |
| ----------------------- | ------------------------ | ------ | --------------- |
|                         | Marcelo Rebelo de Sousa  | 5 131  | 44,04 / 100,00  |
|                         | Edgar Silva              | 3 461  | 29,70 / 100,00  |
|                         | António Sampaio da Nóvoa | 1 165  | 10,00 / 100,00  |
|                         | Marisa Matias            | 1 116  | 9,58 / 100,00   |
|                         | Maria de Belém Roseira   | 301    | 2,58 / 100,00   |
|                         | Paulo de Morais          | 250    | 2,15 / 100,00   |
|                         | Vitorino Silva           | 87     | 0,75 / 100,00   |
|                         | Henrique Neto            | 79     | 0,68 / 100,00   |
|                         | Jorge Sequeira           | 36     | 0,31 / 100,00   |
|                         | Cândido Ferreira         | 26     | 0,22 / 100,00   |
| Votos Inválidos         | Votos Inválidos          | 287    | 2,40 / 100,00   |
| Total                   | Total                    | 11 939 | 100,00 / 100,00 |
| Eleitorado/Participação | Eleitorado/Participação  | 25 060 | 47,64 / 100,00  |

#### São Gonçalo
| Candidato               | Candidato                | Votos | %               |
| ----------------------- | ------------------------ | ----- | --------------- |
|                         | Marcelo Rebelo de Sousa  | 1 202 | 46,90 / 100,00  |
|                         | Edgar Silva              | 631   | 24,62 / 100,00  |
|                         | António Sampaio da Nóvoa | 307   | 11,98 / 100,00  |
|                         | Marisa Matias            | 239   | 9,33 / 100,00   |
|                         | Maria de Belém Roseira   | 74    | 2,89 / 100,00   |
|                         | Paulo de Morais          | 55    | 2,15 / 100,00   |
|                         | Vitorino Silva           | 19    | 0,74 / 100,00   |
|                         | Henrique Neto            | 18    | 0,70 / 100,00   |
|                         | Jorge Sequeira           | 9     | 0,35 / 100,00   |
|                         | Cândido Ferreira         | 9     | 0,35 / 100,00   |
| Votos Inválidos         | Votos Inválidos          | 65    | 2,48 / 100,00   |
| Total                   | Total                    | 2 628 | 100,00 / 100,00 |
| Eleitorado/Participação | Eleitorado/Participação  | 5 915 | 44,43 / 100,00  |

#### São Martinho
| Candidato               | Candidato                | Votos  | %               |
| ----------------------- | ------------------------ | ------ | --------------- |
|                         | Marcelo Rebelo de Sousa  | 5 667  | 48,93 / 100,00  |
|                         | Edgar Silva              | 2 268  | 19,58 / 100,00  |
|                         | António Sampaio da Nóvoa | 1 542  | 13,31 / 100,00  |
|                         | Marisa Matias            | 1 161  | 10,02 / 100,00  |
|                         | Paulo de Morais          | 405    | 3,50 / 100,00   |
|                         | Maria de Belém Roseira   | 303    | 2,62 / 100,00   |
|                         | Vitorino Silva           | 93     | 0,80 / 100,00   |
|                         | Henrique Neto            | 84     | 0,73 / 100,00   |
|                         | Jorge Sequeira           | 39     | 0,34 / 100,00   |
|                         | Cândido Ferreira         | 21     | 0,18 / 100,00   |
| Votos Inválidos         | Votos Inválidos          | 230    | 1,94 / 100,00   |
| Total                   | Total                    | 11 813 | 100,00 / 100,00 |
| Eleitorado/Participação | Eleitorado/Participação  | 25 575 | 46,19 / 100,00  |

#### São Pedro
| Candidato               | Candidato                | Votos | %               |
| ----------------------- | ------------------------ | ----- | --------------- |
|                         | Marcelo Rebelo de Sousa  | 1 529 | 47,13 / 100,00  |
|                         | Edgar Silva              | 699   | 21,55 / 100,00  |
|                         | António Sampaio da Nóvoa | 447   | 13,78 / 100,00  |
|                         | Marisa Matias            | 346   | 10,67 / 100,00  |
|                         | Paulo de Morais          | 89    | 2,74 / 100,00   |
|                         | Maria de Belém Roseira   | 79    | 2,44 / 100,00   |
|                         | Henrique Neto            | 23    | 0,71 / 100,00   |
|                         | Vitorino Silva           | 16    | 0,49 / 100,00   |
|                         | Jorge Sequeira           | 11    | 0,34 / 100,00   |
|                         | Cândido Ferreira         | 5     | 0,15 / 100,00   |
| Votos Inválidos         | Votos Inválidos          | 55    | 1,66 / 100,00   |
| Total                   | Total                    | 3 299 | 100,00 / 100,00 |
| Eleitorado/Participação | Eleitorado/Participação  | 7 442 | 44,33 / 100,00  |

#### São Roque
| Candidato               | Candidato                | Votos | %               |
| ----------------------- | ------------------------ | ----- | --------------- |
|                         | Marcelo Rebelo de Sousa  | 1 861 | 43,38 / 100,00  |
|                         | Edgar Silva              | 1 340 | 31,24 / 100,00  |
|                         | António Sampaio da Nóvoa | 436   | 10,16 / 100,00  |
|                         | Marisa Matias            | 395   | 9,21 / 100,00   |
|                         | Maria de Belém Roseira   | 107   | 2,49 / 100,00   |
|                         | Paulo de Morais          | 83    | 1,93 / 100,00   |
|                         | Vitorino Silva           | 30    | 0,70 / 100,00   |
|                         | Henrique Neto            | 20    | 0,47 / 100,00   |
|                         | Jorge Sequeira           | 10    | 0,23 / 100,00   |
|                         | Cândido Ferreira         | 8     | 0,19 / 100,00   |
| Votos Inválidos         | Votos Inválidos          | 104   | 2,37 / 100,00   |
| Total                   | Total                    | 4 394 | 100,00 / 100,00 |
| Eleitorado/Participação | Eleitorado/Participação  | 8 642 | 50,84 / 100,00  |

#### Sé
| Candidato               | Candidato                | Votos | %               |
| ----------------------- | ------------------------ | ----- | --------------- |
|                         | Marcelo Rebelo de Sousa  | 731   | 59,38 / 100,00  |
|                         | António Sampaio da Nóvoa | 169   | 13,73 / 100,00  |
|                         | Edgar Silva              | 151   | 12,27 / 100,00  |
|                         | Marisa Matias            | 86    | 6,99 / 100,00   |
|                         | Paulo de Morais          | 50    | 4,06 / 100,00   |
|                         | Maria de Belém Roseira   | 27    | 2,19 / 100,00   |
|                         | Henrique Neto            | 9     | 0,73 / 100,00   |
|                         | Vitorino Silva           | 5     | 0,41 / 100,00   |
|                         | Jorge Sequeira           | 3     | 0,24 / 100,00   |
|                         | Cândido Ferreira         | 0     | 0,00 / 100,00   |
| Votos Inválidos         | Votos Inválidos          | 23    | 1,84 / 100,00   |
| Total                   | Total                    | 1 254 | 100,00 / 100,00 |
| Eleitorado/Participação | Eleitorado/Participação  | 2 986 | 42,00 / 100,00  |